# Johannes Yarbug
Johannes Yarbug (Groningen, 8 oktober 1980) is een Aramees-Nederlands voetballer die als doelman speelt.
Yarbug begon in de jeugd bij Quick 20 en speelde ook bij FC Twente. Bij Heracles Almelo maakte hij zijn profdebuut en was hij lang reservedoelman. Vervolgens speelde hij in Duitsland voor Eintracht Nordhorn en FC Schüttorf. Yarbug speelde zes seizoenen voor DETO Twenterand waaronder in het seizoen 2012/13 in de Topklasse. In 2014 ging hij voor de Duitse amateurclub Vorwärts Epe uit zijn woonplaats spelen.